# Carl Johan Adlercreutz
 Carl Johan Adlercreutz, né le 27 avril 1757 à Pernå et mort le 21 août 1815 à Stockholm, est un général suédois.

## Biographie
À l'âge de 13 ans, il entre dans la brigade de cavalerie dite légère de Finlande comme Caporal dans les dragons de Finlande (1770). Il est présent avec son régiment lors du coup d'état de Gustave III en 1772, qui arroge au roi les pouvoirs absolu s contre le parlement. Cela lui permet de faire des études militaires à l'Académie royale suédoise des sciences de la guerre à Stockholm, et lui assure le soutien royal.
En 1777, il entre comme officier à la brigade de Savonie (région frontalière avec la Russie) pour protéger la frontière. Il y apprend entre autres les techniques de combats des troupes légères développer par le commandant en chef des troupes légères du Savolax, le colonel Jakob Magnus Sprengtporten.
Il se distingue lors de la guerre russo-suédoise de 1788-1790, étant nommé capitaine (1788), puis major (1790) puis chef d'escadron au dragon du Savolax en 1792
Durant la Conjuration d'Anjala (en), mutinerie d'officiers finlandais lors de la guerre russo-suédoise de 1788, il reste fidèle au roi et réalise alors une partie de l'épuration qui suit la guerre. Il est alors nommé, en remerciement, chef du corps des Dragons du Nyland.
Marié deux fois entre 1790 et 1804, il bénéficie d'un grand soutien parmi la hiérarchie militaire.
Juste avant la guerre, il est nommé colonel-chef du régiment Adlercreutz, nouvellement formé.
Nommé chef de la 2e brigade suédoise, mais il est en fait le chef d'état-major de l'armée lors de la guerre de Finlande, commandée par le général Wilhelm Mauritz Klingspor (en).
C'est par un acte d'insubordination qu'il obtient la victoire de Siikajoki, le 18 avril 1808. Cela lui vaut d'être nommé général et à son chef de devenir maréchal.
À la suite de sa victoire, il lance les Suédois (on devrait plutôt dire les Finlandais, car les troupes sont dans la quasi-totalité finlandaises) contre les Russes. Malgré sa poussée, le dégel l'empêche de casser l'encerclement de la forteresse de Sveaborg. Il remporte une série de victoires dont surtout Lappo (en) (14 juillet 1808) qui mettent en difficulté l'armée russe.
Le retour offensif russe en août-septembre le met sur la défensive, et ses chefs l'obligent au repli catastrophique à la suite des combats de Ruona (fi) (1er septembre 1808), alors qu'il avait gagné la bataille défensive, qui amène la défaite de Salmi (fi) (2 septembre 1808) et surtout à celle d'Orovais (fi) (14 septembre 1808).
Cela amène la perte de la Finlande et un repli dans des conditions dantesque de l'armée.
Rappelé en Suède, il dirige le coup d'État de 1809 (13 mars) qui amène la déposition du roi Gustave IV Adolphe. Hésitant sur le successeur, il finit par rallier l'oncle du roi déposé, Charles XIII.
Il œuvre pour le rapprochement avec la Russie après la paix, tant pour des raisons politiques qu'économiques. Il suit en cela la politique du nouveau prince héritier, Jean Bernadotte.
Fait comte en mars 1813, il devient chef d'état-major de l'armée suédoise en Allemagne puis contre les révoltés norvégiens en 1813 et 1814.